# Vlajka Norfolku

Norfolkská vlajka
Poměr stran: 1:2

Vlajka Norfolku, ostrova přímo začleněného do Austrálie, je tvořena listem o poměru stran 1:2 se třemi svislými pruhy, zeleným, bílým a zeleným (v poměru šířek 7:9:7). Uprostřed bílého pruhu je vyobrazeni stožárovitého, pravidelně větveného stromu rodu araukária (Araucaria heterophylla neboli blahočet ztepilý) v zelené barvě.
Tento stromový endemit, rostoucí ve volné přírodě pouze na tomto ostrově, dosahuje ve své vlasti výšky až 60 metrů. Monumentální symbol ostrova byl však zahradníky rozšířen po celém světě jako pokojová rostlina.

## Historie
Vlajka byla přijata 17. ledna 1980.